# Райнер, Маркус
Маркус Райнер (нем. Markus Reiner, ивр. מרכוס רַיינֶר‎; 5 января 1886, Черновиц, Австро-Венгрия — 25 апреля 1976) — израильский инженер и учёный-физик, один из основоположников реологии. Лауреат Премии Израиля в области точных наук (1958), член Израильской академии наук, профессор Техниона (Хайфа).

## Биография
Маркус Райнер родился в Черновице (ныне Черновцы, Украина) в начале 1886 года в семье Эфроима Ицика Райнера (1857—?) и Рахели Райнер. В 1903—1909 годах учился в Венской высшей технической школе, окончив её с дипломом инженера, а позже, незадолго до начала Первой мировой войны, получил степень доктора технологии. Работал инженером государственных железных дорог сначала в Австро-Венгрии, а после её распада — в Румынии. В военные годы получил звание лейтенанта австрийской армии.
В послевоенные годы принимал активное участие в сионистском движении. Был членом исполнительного комитета Сионистской организации Буковины, организовал там филиал «Керен ха-Йесод», в сентябре 1921 года был делегатом XII Всемирного сионистского конгресса в Карлсбаде. В 1922 году иммигрировал в Палестину и принял участие в основании кибуца Хефциба в Галилее. Был дважды женат — с 1923 года на Маргалит Оберник и с 1929 года на Ривке Шенфельд. От обеих жён имел по двое детей — сына Эфраима и дочь Ханну от первого брака и двух дочерей — Дорит и Шломит — от второго.
После переезда в Палестину Райнер на протяжении 25 лет работал инженером в департаменте общественных работ в Иерусалиме, бывшем частью организационной структуры британского мандата. Среди проблем, которые Райнеру приходилось решать в качестве инженера, были в частности проектирование опорных конструкций Храма Гроба Господня и реставрация ирригационных каналов эпохи Ирода I в Иерихоне. В свободное время он увлёкся вопросами теории текучести и к концу 1940-х годов составил себе мировое имя как физик (см. Вклад в науку). Райнер также регулярно публиковал статьи на политические темы в регулярной прессе.
В 1947—1949 годах Райнер был научным консультантом Израильского института стандартов в Тель-Авиве, а в 1948 году получил профессорское звание на кафедре механики в хайфском Технионе, где преподавал до самой смерти в 1976 году.

## Вклад в науку
В 1926 году была опубликована статья Маркуса Райнера, посвящённая теоретическим аспектам течения через трубу упругой жидкости (то есть жидкости, текучей только при механическом напряжении, превышающем порог текучести). Статья привлекла внимание международного научного сообщества. В 1928 году по приглашению Юджина Бингама Райнер посетил Лафайет-колледж в Истоне (Пенсильвания). Бингам в ходе этой встречи был настолько впечатлён ролью текучести и деформации материалов в различных областях знания, что дал науке, изучающей эти явления, новое название — реология. В 1929 году он вместе с Райнером основал в США Реологическое общество.
Маркус Райнер занимался активными научными исследованиями даже достигнув 80-летнего возраста. Он опубликовал свыше 150 работ по реологии, наибольший вклад внеся в исследование поведения твёрдых тел и нелинейных жидкостей. Среди тем, занимавших исследователя, были деформация тел, пластическое течение и вязкость в многофазных системах. Им в частности разработана теория несжимаемой жидкости, а в 1945 году опубликовал работу, демонстрирующую применение формулы Гамильтона — Кэли к этому вопросу. Один из историков науки писал, что эта публикация знаменует «новое рождение механики сплошных сред как рациональной науки». В середине 1950-х годов Райнер разработал центростремительный воздушный насос, в основе конструкции которого два близко расположенных соосных диска; при быстром вращении одного из них газ засасывается с ребра дисков и выбрасывается через отверстие у оси. Этому явлению предлагались разные объяснения (в том числе основанные на уравнении Навье — Стокса); сам Райнер связывал его с наличием нормальных эффектов напряжения в воздушной среде.
Важный вклад внёс Райнер также в реологическую терминологию. Именно им предложен термин «число Деборы», отсылающий к библейской фразе «горы таяли от лица Господа» из песни пророчицы Деворы (Суд. 5:5), и термин «эффект чайника» (англ. teapot effect). Его книга «Десять лекций по теоретической реологии» (англ. Ten Lectures on Theoretical Rheology) стала первым учебником по этому предмету и была, наряду с некоторыми другими его книгами, переведена на другие языки (в частности, в 1960-е годы на русском языке появилась его монография «Деформация и течение»). 46 публикаций Райнера за разные годы были впоследствии выпущены в виде сборника Selected Papers on Rheology.
Маркус Райнер был делегатом международных конгрессов математиков 1927 и 1954 годов в Болонье и Амстердаме, а также конгрессов Международного союза теоретической и прикладной механики 1930 и 1952 годов в Стокгольме и Стамбуле. Он был членом Израильской академии наук, в 1956 году был удостоен премии им. Х. Вейцмана, присуждаемой мэрией Тель-Авива, а в 1958 году — Премии Израиля в области точных наук.